# Sunriver (Oregón)
Sunriver es un lugar designado por el censo ubicado en el condado de Deschutes en el estado estadounidense de Oregón. En el año 2010 tenía una población de 1,393 habitantes.

## Geografía
Sunriver se encuentra ubicado en las coordenadas 42°53′3″N 121°26′15″O / 42.88417, -121.43750.